# Honungseukalyptus
Honungseukalyptus (Eucalyptus melliodora) är en art i familjen myrtenväxter. Arten kommer ursprungligen från östra Australien med odlas ibland som krukväxt i Sverige. Även virket importeras ibland.